# Can Casadella
Can Casadella és una masia del poble empordanès de Matajudaica, al municipi de Corçà, inclosa a l'Inventari del Patrimoni Arquitectònic de Catalunya.
És un bell exemplar de la nostra arquitectura popular medieval. És un edifici del segle xvi, situat al carrer Major (carrer que volta tot el poble) de Matajudaica. L'edifici consta de dues plantes (planta baixa i primer pis), i està construït amb pedra i morter de calç, pel que fa a l'estructura portant, i teula àrab la coberta, que és a dues aigües en el cos de la dreta, i que sembla anterior a l'altre, i d'una aigua al de l'esquerra. Davant la casa s'hi obra un gran pati. A la banda sud hi ha un pou de secció circular, de pedra i morter de calç, amb dos pilars també de pedra col·locats a sobre que suporten un cairat de fusta que sosté la politja que serveix per pujar l'aigua.
Sembla que l'edifici en un principi només constava d'un sol cos de dues crugies, i coberta a dues aigües, i que més tard, al xviii se li va afegir el tros que li dona la forma actual.